# Wall Ferraz
Wall Ferraz is een gemeente in de Braziliaanse deelstaat Piauí. De gemeente telt 4.636 inwoners (schatting 2009).